# 佐藤嘉寿人
佐藤 嘉寿人（さとう かずと、1997年12月1日 - ）は日本の俳優。福島県出身。旧芸名・渡邉 嘉寿人（わたなべ かずと）。

## 来歴
小学2年生で野球を始める。幼い頃から「有名になりたい」という思いがあり、野球選手としてスポーツ番組に出られないかと考えていた。
大学に入学後、野球を辞めて武器がなくなり、夢や目標を見失っていた。2年生の秋、株式会社イグニスの子会社VOYZ ENTERTAINMENTのスタッフからスカウトされたことがきっかけで、芸能界入り。
- 2018年にBoiz entertainmentとしてデビュー。
- 2019年5月15日でBoiz entertainmentは解体し、同日VOYZ BOYとして再始動。
- 2023年3月31日にVOYZ BOYは解散。4月7日、契約終了により株式会社VOYZ ENTERTAINMENTを退所[2]。
- 5月7日、本名の「佐藤嘉寿人」として活動を再開することを発表[3]。
- 7月21日には軟式の社会人野球チームBULLKIESのメンバーとして始動。背番号は11。ポジションは内野手。
- 8月4日、芸能プロダクションFAM Managementに所属することが発表され、翌5日にファンコミュニティ「Kazuto FAM」を開設。
- 2024年2月16日公開の『シモキタブレイザー』（安藤光造監督）で映画初主演[4]。

## 人物
- 趣味、釣り/ゴルフ/サウナ
- 特技、野球（社会人チーム『BULLKIES』所属）。高校時代にはキャプテンを務める。
- 好きな食べ物、チーズ。
- 福島県出身、三兄弟の末っ子。

## 出演

### 舞台
- 大正浪漫探偵譚-万華鏡への招待状-（2019年9月11日 - 16日、あうるすぽっと） - めーた 役
- ピオフィオーレの晩鐘〜運命の白百合〜（2019年10月23日 - 27日、シアターサンモール） - リー・シーシャン 役
- ミュージカル「忍たま乱太郎 第11弾 忍たま 恐怖のきもだめし」 - 綾部喜八郎 役[注釈 1]
- 陽だまりの中で（2023年9月27日 - 10月1日、ザ・ポケット） - 水戸部剛 役（B）（作・演出：林明寛）
- GO TO the MOOOOON!!!（2023年12月6日 - 10日、テアトルBONBON） - 鯉屋 役[注釈 2]
- NONE FACTORTY 第一回本公演（2023年12月21日 - 25日、バルスタジオ）[注釈 3]
- MIANEYO -ごめんね。-（2024年3月20日 - 24日、俳優座劇場） - 崔泰志 役
- 劇団ウルトラマンション第20回公演 くもらない約束（2024年9月4日 - 8日、テアトルBONBON） - 高倉富雄 役
- 朗読劇 だめんずうぉーかー令和版（2024年11月20日 - 24日、三鷹RI劇場） - 浮雲連太郎 役
- 毒薬と老嬢（2025年3月27日 - 4月4日、三越劇場） - クライン巡査 役
- MIANEYO〜FINAL〜（2025年7月9日 - 13日、あうるすぽっと） - 崔泰志 役
- さくら山荘 こけら落とし（2025年8月20日 - 24日、劇場MOMO）

### 映画
- 東京リベンジャーズ2 血のハロウィン編 -運命- / -決戦-（2023年4月21日 / 6月30日）
- シモキタブレイザー（2024年2月16日） - 主演・KEN 役[5]

### ドラマ
- 妖怪シェアハウス-帰ってきたん怪- 第7話（2022年5月21日、テレビ朝日）
- 18歳、新妻、不倫します。 第6話（2023年11月19日、ABCテレビ/テレビ朝日）
- 魚の棲めない水（2025年4月17日、FANY:D）

### ラジオ
- カーナビラジオ午後一番!（2022年9月14日、HBCラジオ）
- Loco Spirits（2022年9月16日、FMヨコハマ）
- RADIO GROOVE（2022年9月28日、FMノースウェーブ）

### ライブ・イベント
2018年
- 10月10日 新宿アルタにて第1回定期公演を行う。〜僕らがココに立つまで〜[注釈 4]

2019年
- 1月19日 Boiz entertainment渋谷公演 in シダックスカルチャーホール Vol.1[注釈 5]
- 3月26日 Boiz entertainment THE LIVE in 渋谷WWW X
- 3月31日 東京ドームシティ プリズムホール MX FES 出演
- 4月12日 池袋サンシャインシティ噴水広場で初めてフリーライブを開催。
- 4月17日 Boiz entertainment 定期公演 in Mt.RAINIER HALL SHIBUYA PLEASURE PLEASURE（以下マウントレーニア）
- 4月30日 Boiz entertainment 定期公演 inマウントレーニア
- 5月8日 池袋サンシャインシティ噴水広場にてフリーライブ開催
- 5月15日 渋谷ヒカリエにて無料イベント「僕たちの祭」を開催
  - この日よりBoiz entertainmentは解体し新たにVOYZ BOYとして再始動

- 5月30日 定期公演 inマウントレーニア
- 6月16日 VOYZ BOY THE LIVE 渋谷 ヒカリエホール
- 6月30日 定期公演 原宿クエストホール
- 7月6日 VOYZ BOY ファンミーティングVol.1（恵比寿ビジネスタワー 特設会場）
- 7月 定期公演 inマウントレーニア（17日・24日）
- 8月 9日 「We are the VOYZ BOY」 赤坂BLITZ
- 8月15日 team Green公演 inマウントレーニア
- 8月 定期公演 inマウントレーニア（19日・28日）
- 9月11日 舞台「大正浪漫探偵譚－万華鏡への招待状－」アフタートーク（初日全員挨拶）[注釈 6] あうるすぽっと

- 9月 定期公演 inマウントレーニア（18日・25日）
- 10月18日 VOYZ BOY 1st Anniversary Live、Zepp DiverCity
- 12月7日 VOYZ BOY ファンミーティング（恵比寿ビジネスタワー 特設会場）
- 12月20日 「VOYZ Winter Party！」 舞浜アンフィシアター

2020年
- 1月31日 定期公演 品川インターシティーホール
- 2月15日 定期公演 バレンタインSP ヒューリックホール東京
- 2月26日 team Green公演 inマウントレーニア
- 8月23日 VOYZ BOY LIVE2020 revenge ARRIVAL OF VOYZ BOY 無観客にて開催、配信のみ LINE CUBE SHIBUYA（渋谷公会堂）

- 12月27日 VOYZ BOY LIVE 2020『RE-WRITE』 品川ステラボール

2021年
- 1月 ミュージカル「忍たま乱太郎」第11弾「忍術学園学園祭2021」[注釈 7]
- 3月3日 1st Single「GALAXY/Re-write」リリースを記念して特典会を実施
- 9月20日 VOYZ BOY LIVE 2021 -Spark- 舞浜アンフィシアター
- 11月 VOYZ BOY 2nd Single「Spark」リリース記念イベント[注釈 8]（11月21日 - 12月27日）
- 12月4日 VOYZ BOY ファンミーティング2021 恵比寿ビジネスタワー 特設会場
- 12月11日 YouTubeFanFestJapan2021「Adoの『踊』を歌って踊ってみた」で出演
- 12月28日 VOYZ BOY 年末フリーライブ 12月28日 クラブチッタ川崎

2022年
- 1月21日 VOYZ BOY 新年大カラオケ大会 DAY2 神田明神ホール
- 2月20日 VOYZ BOY LIVE 2022 〜Stories〜 Zepp Haneda
- 3月27日 ファンミーティング TSUTAYA EBISUBASHI
- 4月3日 VOYZ BOY colorful tour in OSAKA 梅田クラブクアトロ
- 4月23日 VOYZ BOY colorful tour in NAGOYA 名古屋クラブクアトロ
- 4月30日 AppBank（YURINAN）コラボ（イベント期間4月30日〜5月8日）4月30日と5月8日参加
- 5月21日 VOYZ BOY colorful tour in TOKYO ヒューリックホール東京
- 6 月 3日 VOYZ BOY colorful tour in TOKYO 追加公演 ヒューリックホール東京
- 7月10日 VOYZ BOY 2022 -colorful- 立川ステージガーデン
- 7月23日 VOYZ BOY LIVE 2022 -colorful- アフタートークEVENT
- 7月 VOYZ BOY「H20」「Drivin’」発売記念プロモーションツアー開催[注釈 9]
- 8月4日 EXIA Presents KANSAI COLLECTION AUTUM&WINTER メインステージにてアーティスト出演 京セラドーム大阪
- 8月16日 THE YELLOW by VOYZ BOY 定期公演Vol.1 inマウントレーニア[注釈 10]
- 8月27日 cookpad Live 『#ボイボイトレンドメシ』 cookpad Live cafe表参道
- 9月24日 FASHION LEADERS 2022 なんばHatch
- 10月2日 カワスイ 川崎水族館公式アンバサダー就任。 川崎ルフロン

- 11月26日 VOYZ BOY LIVE 2022 in SHIBUYA –THE PINK&THE YELLOW inマウントレーニア
- 12月３日 カワスイ公式アンバサダーVOYZ BOY SP イベント Day1 川崎ルフロン
- 12月16日 cookpad Live 『#ボイボイトレンドメシ』 cookpad Live cafe表参道
- 12月18日 VOYZ BOY AWARD 2022 in NAGOYA 名古屋クラブクアトロ
- 12月23日 VOYZ BOY AWARD 2022 in 豊洲PIT
- 12月28日 VOYZ BOY AWARD 2022 in OSASA 梅田クラブクアトロ

2023年
- 1月10日 新年大カラオケ大会 2023 inマウントレーニア
- 2月3日 VOYZ BOY LIVE 2023 in SHINAGAWA vol.0 品川インターシティホール
- 3月18日 VOYZ BOY LIVE 2023 神奈川県民ホール
- 3月31日 VOYZ BOY 特典会 浅草ヒューリックホール
- 12月29日 KAZUTO SATO TALK &LIVE 2023 中目黒トライ

2025年
- 2月22日 嘉寿人Live 2025 vol.1 SOUND CREEK Doppo
- 7月26日 嘉寿人Live 2025 vol.2 SOUND CREEK Doppo

### バラエティ番組
- TOKYO MX 「土曜動画王〜金の盾を手にする方法〜」（2020年10月10日放送開始、毎週土曜19:30 - 20:00）
- DDT木曜The NIGHT ゲスト（2021年8月26日）
- 「VOYZ BOY LIVE 2022 -colorful-」公演直前ニコ生特番（2022年6月26日）

### WEB
- 『大正浪漫探偵譚-キャストサイズへの招待状-』第二夜ゲスト（2019年8月27日）
- VOYZ TALK #10 ゲスト（2022年1月5日）

### 雑誌
- Next Stars（ネクストスターズ） Vol.2（2021年8月30日）

## 作品

### ディスコグラフィ
| 発売日         | 商品名              | 歌      | 楽曲 | 備考   |
| 2020年         | 2020年              | 2020年  | 2020年 | 2020年 |
| -------------- | ------------------- | ------- | --- | ------ |
| 2020年4月29日  | ARRIVAL OF VOYZ BOY | VOYZBOY | ARRIVAL/overture 僕等の世界 夏の花束 NEVER GIVE UP 僕等のアンチテーゼ/interlude YES or NO あの日見た空 PRETTY SPIDER Starting Over |        |
| 2021年         |                     |         | |        |
| 2021年3月3日   | GALAXY/ Re-write    | VOYZBOY | GALAXY Re-write beautiful star 手をつなごう                                                                                        |        |
| 2021年11月24日 | Spark               | VOYZBOY | Spark Daydream Think of you |        |

#### デジタルシングル
|     | 配信日         | タイトル                 |                   |
| --- | -------------- | ------------------------ | ----------------- |
|     | 2024年6月4日   | imasara? feat.佐藤嘉寿人 | Kotsuの楽曲に参加 |
| 1nd | 2024年12月20日 | 夜明け                   |                   |
| 2nd | 2025年2月26日  | Blue Night               |                   |
| 3rd | 2025年7月2日   | SERIFU                   |                   |